# Ascendonanus

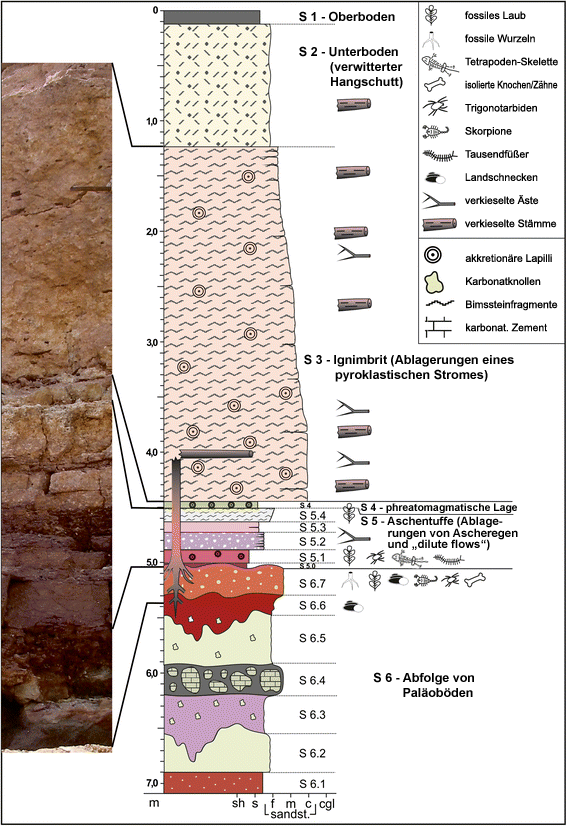
Schematische Darstellung der Schichtenfolge in der Ausgrabungsstätte in Chemnitz, aus der die Ascendonanus-Fossilien geborgen wurden. Alle fünf Exemplare kommen aus dem unteren Bereich von Schicht S 5.

Ascendonanus ist eine Gattung aus der ausgestorbenen frühen Synapsiden-Familie Varanopidae. Ihre relativ kleinen, eidechsenähnlichen Vertreter lebten im Frühen Perm (Grenzbereich Sakmarium/Artinskium) vor ungefähr 290 Mio. Jahren im heutigen Mitteleuropa. Einzige bislang beschriebene Art ist Ascendonanus nestleri aus dem Versteinerten Wald von Chemnitz.

## Etymologie
Der Gattungsname Ascendonanus ist zusammengesetzt aus den lateinischen Wörtern ascendo in der Bedeutung von ‚besteigen, erklimmen‘ und nanus für ‚Zwerg‘. Er bezieht sich auf die geringe Körpergröße und den Umstand, dass für die Vertreter der Typusart eine baumkletternde Lebensweise angenommen wird (siehe unten). Das Epitheton der einzigen und Typusart ehrt den 2016 verstorbenen Chemnitzer Knut Nestler, der als freiwilliger Grabungshelfer, Förderer und Freund dem Naturkundemuseum in Chemnitz langjährig verbunden war.

## Merkmale
Für den schlanken, annähernd dreieckigen, kaum ornamentierten Schädel von Ascendonanus werden in der Erstbeschreibung folgende diagnostische Merkmale angegeben: große Augenhöhle; kleine äußere Nasenöffnung; langes Lacrimale; niedriges Maxillare; Frontale nur geringfügig an der Umrandung der Augenhöhle beteiligt; Supratemporale lang, schlank und mit dem Squamosum einen rudimentären Ohrschlitz (Squamosalbucht) bildend. Das Gebiss ist faktisch homodont und die Zähne sind schlank, schwach gebogen oder gerade und ungezackt. Der Transversalfortsatz des Pterygoids ist mit einer einzelnen Zahnreihe bestückt. Das Hyoid ist kürzer als bei anderen Varanopiden. Eine spezielle Besonderheit stellen die „Lid-Ossikel“ dar, die am oberen (dorsalen) Rand der Augenhöhle zweier Exemplare überliefert sind. Solche Hautverknöcherungen (Osteoderme) des Oberlides waren bis zur Entdeckung von Ascendonanus nur von einigen Temnospondylen, nicht aber von Amnioten bekannt. Am Rumpf finden sich hingegen keine Osteoderme. Die überlieferten Hautabdrücke (siehe unten) zeigen ein regelmäßiges Schuppenmuster, das ungefähr dem rezenter Reptilien entspricht.
Der Körper von Ascendonanus ist schlank und langgezogen, und die Anzahl der Wirbel, die zwischen Kopf und Becken liegen (Präsacral-Wirbel), ist mit 34 ungewöhnlich hoch (üblich bei basalen Amnioten sind ca. 25). Die Kopf-Schwanz-Länge der überlieferten, allesamt sicher ausgewachsenen Individuen beträgt ca. 40 cm, wobei jeweils die hintersten Schwanzenden fehlen. Der Rumpf ist länger als die Hintergliedmaßen. Vorder- und Hintergliedmaßen sind ungefähr gleich lang. Die Langknochen der Gliedmaßen sind schlank. Das Ectepicondylarforamen, eine kleine Öffnung an der äußeren (medialen) Seite des vom Rumpf weg- bzw. zu Ulna und Radius hinzeigenden (distalen) Gelenkkopfes des Humerus, ist vorhanden. Das Olecranon, ein über das Gelenk hinausragender Fortsatz und Muskelansatz am zum Rumpf hinweisenden (proximalen) Ende der Ulna („Ellenbogen“) ist reduziert. Vorder- und Hinterfüße sind für einen basalen Synapsiden verhältnismäßig groß. Die Fußwurzelknochen (Astragalus und Calcaneus) sind schlank. Die arterielle Durchtrittsstelle in der Fußwurzel (engl. perforating foramen) befindet sich vollständig im Astragalus. Die Phalangen sind generell schlank und die Endphalangen sind stärker gekrümmt als bei allen bekannten basalen Synapsiden. Die rekonstruierten Phalangenformeln lauten 3-4-5-6-?4 für die Vorderfüße und 3-4-5-6-5 für die Hinterfüße.

## Fossillokalität, Erhaltung und Paläoökologie
Alle fünf bekannten Exemplare der Gattung (zugleich alle fünf bekannten Exemplare der Typusart A. nestleri) * wurden in den Jahren 2009 bis 2011 in einer Fossillokalität im Zeisigwald-Tuff der Leukersdorf-Formation des Vorerzgebirgs-Beckens im Stadtgebiet von Chemnitz entdeckt. Alle Exemplare sind im anatomischen Zusammenhang (artikuliert) sowie mit schatten- und abdruckhafter Erhaltung von Weichteilen überliefert. Ascendonanus ist damit der geologisch älteste Synapside und einer der ältesten Amnioten im Fossilbericht mit derartiger Erhaltung. Jedoch sind durch diagenetische Prozesse und (sub)rezente Verwitterung anatomische Details des Skeletts mehr oder weniger stark verwischt worden. Die Exemplare waren zusammen mit verkieselten Baumstämmen, Blättern und Fruchtständen von Pflanzen sowie mit Überresten von terrestrischen Arthropoden (Tausendfüßer, Spinnen, Skorpione) in dem vulkanischen Sedimentgestein eingebettet.
Die fossilführenden Tuffschichten sind in teils paläopedogenetisch veränderte Schwemmland-Rotsedimente der Leukersdorf-Formation eingeschaltet. Die überlieferte Flora und Fauna sowie Sedimentologie und Geochemie der Ablagerungen lassen auf einen (sub)tropischen Wald, der einem jahreszeitlichen Wechsel von Regen- und Trockenzeiten unterworfen war, als Paläoumwelt schließen. Der relativ kleine Wuchs von Ascendonanus, seine ungefähr gleich langen Gliedmaßen und seine großen Füße mit den teils sehr langen, bis zu 6-gliedrigen Fingern bzw. Zehen und den stark gebogenen Endphalangen deuten darauf hin, dass er ein Baumbewohner war. Eine derartige Lebensweise war von frühpermischen Synapsiden bis dahin nicht bekannt. Vermutlich fielen die Tiere während eines Vulkanausbruches, betäubt oder getötet von vulkanischen Gasen (Kohlenmonoxid oder hohe Dosen Kohlendioxid beispielsweise), von den Bäumen und wurden anschließend unter vulkanischer Asche begraben.

## Systematik
Aussparungen in und/oder abweichende Färbung an der hinteren Schädelseitenwand (Schläfenregion) der Fossilexemplare von Ascendonanus deuten auf die Präsenz eines Synapsiden-typischen Temporalfensters hin. Mit der bauchseitigen (ventralen) Kielung der vorderen Rumpfwirbel und der vergrößerten rückenseitigen (dorsalen) Partie des Ilium (engl. iliac blade) zeigt Ascendonanus weitere Synapsiden-typische Merkmale. In den Ergebnissen einer umfassenden kladistischen Analyse, die gemeinsam mit seiner Erstbeschreibung publiziert wurden, erscheint Ascendonanus innerhalb der Eupelycosauria (Varanopidae + Ophiacodontidae + Edaphosauridae + Sphenacodontidae + Therapsiden) als basaler Varanopide in einem Schwestergruppenverhältnis mit Apsisaurus aus dem Unterperm von Nord-Texas. Die gemeinsame Klade von Ascendonanus und Apsisaurus bildet dabei die Schwestergruppe aller übrigen Varanopiden.